# فانيمل
فانيمل (بالإنجليزية: Vanimal)‏ هي منطقة سكنية تقع في الهند في منطقة كوريكود. يقدر عدد سكانها بـ 23,368 نسمة .